# 이스마엘 디오망데
이스마엘 티에모코 디오망데(Ismaël Tiémoko Diomandé, 1992년 8월 28일, 아비장 ~)는 코트디부아르의 축구 선수로, 현재 TFF 1. 리그의 삼순스포르에서 미드필더로 활약하고 있다.

## 사생활
이스마엘 디오망데는 코트디부아르 아비장 출신이나, 2세때 모국의 내란으로 그의 가족과 함께 노르웨이 베르겐으로 이민하였다. 노르웨이에서, 디오망데는 축구를 배웠고, 6세때 지역 클럽인 오사네 포트발에 입단하였다. 8세가 되었을 때, 그는 프랑스 휴가 도중 생테티엔 스카우트의 눈에 띄었다. 트라이얼을 통과한 후, 그는 클럽에 합류하였다.

## 수상
생테티엔
- 쿠프 드 라 리그: 2012-13